# Persone di nome Carlo/Architetti
| Questa pagina contiene informazioni ricavate automaticamente dalle voci biografiche con l'ausilio del template Bio e di un bot. L'aggiornamento è periodico e automatico e ricostruisce completamente la pagina. Se manca una persona in questa lista, sei pregato di non aggiungerla, ma accertati piuttosto che la sua voce biografica contenga il template Bio e che i dati anagrafici siano correttamente compilati. Se il template Bio manca, inseriscilo tu stesso o, in alternativa, metti l'avviso {{tmp\|Bio}} che ne segnala la mancanza. Se i dati riportati sono sbagliati, correggi direttamente la voce biografica; le modifiche saranno visibili in questa lista entro pochi giorni. Per chiarimenti vedi il progetto antroponimi. La lista contiene solo le 66 persone che sono citate nell'enciclopedia e per le quali è stato implementato correttamente il template Bio. Pagina aggiornata al 22 lug 2025. |

Questa è una lista di persone presenti nell'enciclopedia che hanno il nome Carlo e sono architetti.

## A(3)
- Carlo Amati, architetto italiano (Monza, n. 1776 - Milano, † 1852)
- Carlo Angelini, architetto svizzero (San Vittore)
- Carlo Aymonino, architetto italiano (Roma, n. 1926 - Roma, † 2010)

## B(11)
- Carlo Barabino, architetto e urbanista italiano (Genova, n. 1768 - Genova, † 1835)
- Carlo Bartoli, architetto e designer italiano (Milano, n. 1931 - Monza, † 2020)
- Carlo Bassi, architetto e scrittore italiano (Ferrara, n. 1923 - Milano, † 2017)
- Carlo Francesco Bassi, architetto italiano (Torino, n. 1772 - Turku, † 1840)
- Carlo Bedolini, architetto italiano (Caravaggio, n. 1877 - Treviglio, † 1940)
- Carlo Francesco Bizzaccheri, architetto italiano (n. 1656 - † 1721)
- Carlo Bollani, architetto italiano (Blessagno - Castiglione delle Stiviere, † 1808)
- Carlo Broggi, architetto italiano (Milano, n. 1881 - Roma, † 1968)
- Carlo Buratti, architetto svizzero (Novazzano, n. 1651 - Roma, † 1734)
- Carlo Busiri Vici, architetto italiano (Roma, n. 1856 - Roma, † 1925)
- Carlo Buzzi, architetto italiano (Varese - † 1658)

## C(11)
- Carlo Carbone, architetto italiano (Prato, n. 1960)
- Carlo Antonio Carlone, architetto italiano (Scaria d'Intelvi, n. 1635 - Passavia, † 1708)
- Carlo Martino Carlone, architetto italiano (Lanzo d'Intelvi, n. 1616 - Vienna, † 1667)
- Carlo Nicola Carnevali, architetto italiano (Roma, n. 1811 - Roma, † 1885)
- Carlo di Castellamonte, architetto, ingegnere e militare italiano (Torino - Torino, † 1640)
- Carlo Chenchi, architetto italiano (Palermo, n. 1740 - Palermo, † 1815)
- Carlo Chiappi, architetto italiano (Firenze, n. 1939 - Fiesole, † 2001)
- Carlo Cocchia, architetto, urbanista e pittore italiano (Napoli, n. 1903 - Napoli, † 1993)
- Carlo Colombo, architetto e designer italiano (Carimate, n. 1967)
- Carlo Leopoldo Conighi, architetto italiano (Trieste, n. 1884 - Udine, † 1972)
- Carlo Cresti, architetto e storico dell'architettura italiano (Firenze, n. 1931 - Firenze, † 2018)

## D(5)
- Carlo De Carli, architetto, designer e teorico dell'architettura italiano (Milano, n. 1910 - Milano, † 1999)
- Carlo De Dominicis, architetto italiano (Roma, n. 1696 - Roma, † 1758)
- Carlo Enrico De Simone, architetto italiano (Bienne, n. 1930 - Chieti, † 1984)
- Carlo Alberto Donati, architetto e ingegnere svizzero (Astano, n. 1790 - Spoleto, † 1825)
- Carlo Francesco Dotti, architetto italiano (Piazza Santo Stefano, n. 1669 - Bologna, † 1759)

## F(1)
- Carlo Fontana, architetto, scultore e ingegnere italiano (Rancate, n. 1638 - Roma, † 1714)

## G(2)
- Carlo Galli da Bibbiena, architetto, scenografo e pittore austriaco (Vienna, n. 1728 - Bologna, † 1787)
- Carlo Giachery, architetto italiano (Padova, n. 1812 - Palermo, † 1865)

## L(2)
- Carlo Lambardi, architetto italiano (Arezzo, n. 1545 - Roma, † 1619)
- Carlo Lurago, architetto italiano (Pellio, n. 1615 - Passavia, † 1684)

## M(8)
- Carlo Maciachini, architetto italiano (Induno Olona, n. 1818 - Varese, † 1899)
- Carlo Maderno, architetto italiano (Capolago, n. 1556 - Roma, † 1629)
- Carlo Marchionni, architetto e scultore italiano (Roma, n. 1702 - Roma, † 1786)
- Carlo Melograni, architetto italiano (Roma, n. 1924 - Roma, † 2021)
- Carlo Giuseppe Merlo, architetto e ingegnere italiano (Milano, n. 1690 - Milano, † 1760)
- Carlo Migliardi, architetto, designer e urbanista italiano (Napoli, n. 1916 - Napoli, † 1999)
- Carlo Mollino, architetto e designer italiano (Torino, n. 1905 - Torino, † 1973)
- Carlo Murena, architetto italiano (Collalto Sabino, n. 1713 - Roma, † 1764)

## N(1)
- Carlo Nigra, architetto italiano (Castellaro de' Giorgi, n. 1856 - Miasino, † 1942)

## P(5)
- Carlo Perogalli, architetto e storico dell'architettura italiano (Milano, n. 1921 - Milano, † 2005)
- Carlo Perugini, architetto italiano (Gubbio, n. 1622 - Fano, † 1702)
- Carlo Piaggio, architetto italiano (Parma, n. 1824 - La Spezia, † 1906)
- Carlo Federico Pietrasanta, architetto italiano (Abbiategrasso, n. 1660 - Milano, † 1735)
- Carlo Promis, architetto, archeologo e filologo italiano (Torino, n. 1808 - Torino, † 1873)

## R(8)
- Carlo Rainaldi, architetto italiano (Roma, n. 1611 - Roma, † 1691)
- Carlo Rampazzi, architetto, designer e artista svizzero (Ascona, n. 1949)
- Carlo Andrea Rana, architetto e matematico italiano (Susa, n. 1715 - Susa, † 1804)
- Carlo Randoni, architetto italiano (Torino, n. 1755 - Torino, † 1831)
- Carlo Ratti, architetto, urbanista e teorico dell'architettura italiano (Torino, n. 1971)
- Carlo Enrico Rava, architetto italiano (Cernobbio, n. 1903 - Milano, † 1986)
- Carlo Reishammer, architetto italiano (Firenze, n. 1806 - Firenze, † 1883)
- Carlo Rossi, architetto e urbanista italiano (Napoli, n. 1775 - San Pietroburgo, † 1849)

## S(5)
- Carlo Sada, architetto italiano (Milano, n. 1849 - Catania, † 1924)
- Carlo Sada di Bellagio, architetto italiano (Bellagio, n. 1809 - Milano, † 1873)
- Carlo Scarpa, architetto e designer italiano (Venezia, n. 1906 - Sendai, † 1978)
- Carlo Simi, architetto, scenografo e costumista italiano (Viareggio, n. 1924 - Roma, † 2000)
- Carlo Felice Soave, architetto svizzero (Lugano, n. 1749 - Milano, † 1803)

## T(1)
- Carlo Theti, architetto italiano (Nola, n. 1529 - Padova, † 1589)

## V(2)
- Carlo Vanvitelli, architetto e ingegnere italiano (Napoli, n. 1739 - Napoli, † 1821)
- Carlo Vigarani, architetto, ingegnere e scenografo italiano (Modena, n. 1637 - † 1713)

## Z(1)
- Carlo Zucchi, architetto, incisore e scenografo italiano (Reggio nell'Emilia, n. 1789 - Reggio nell'Emilia, † 1849)